# Sorex antinorii
Sorex antinorii là một loài động vật có vú trong họ Chuột chù, bộ Soricomorpha. Loài này được Bonaparte mô tả năm 1840.